# SimFarm
Sim Farm è stato l'unico videogioco sviluppato dalla Maxis a mettere il giocatore nei panni di un fattore, che può crearsi la sua fattoria, scegliendo di poter coltivare campi e/o allevare animali.
Si possono scegliere tante tipologie di coltivazioni tra cui grano, riso, fragole, patate, oppure il giocatore ha la possibilità di crearsi un frutteto coltivando arance, mele o uva. C'è la possibilità di comprare tutti gli strumenti per la coltivazione dei campi tra cui l'aratro, il camion, il trattore, e tutte le materie prime necessarie per inseminare, disinfestare e concimare i campi.
Il settore dell'allevamento è stato un po' trascurato dagli sviluppatori, comunque il giocatore può scegliere di allevare mucche, cavalli, maiali, pecore o conigli. Gli animali allevati, col tempo se accuditi, dandogli da mangiare (solo fieno nel gioco) e da bere e recintati a dovere cresceranno, si accoppieranno e faranno figli.
I prodotti creati dalle coltivazioni verranno venduti al mercato generale che deciderà il prezzo in base al trend che quel determinato prodotto avrà settimanalmente. Gli animali invece vedranno crescere o diminuire il valore in base all'età e allo stato di salute. Il fattore all'inizio avrà un budget molto basso e inizierà con un terreno piccolo, ma col passare del tempo se gli affari andranno bene potrete scegliere se comperare altri appezzamenti o se investire sulle strutture, comprando silo, magazzini e altre strutture per la conservazione delle sementi, dei prodotti finiti o come garage per i macchinari da lavoro.